# 串駅
串駅（くしえき）は、愛媛県伊予市双海町串にある四国旅客鉄道（JR四国）予讃線（愛ある伊予灘線）の駅である。駅番号はS10。標高20.2 m。

## 歴史
- 1964年（昭和39年）10月1日：日本国有鉄道の駅として開設[3][5]。無人駅[6]。
- 1987年（昭和62年）4月1日：国鉄分割民営化によりJR四国の駅となる[3]。
- 2014年（平成26年）3月15日：予讃線伊予市 - 伊予長浜 - 伊予大洲間の愛称が愛ある伊予灘線となる。

## 駅構造
単式ホーム1面1線を有する地上駅。無人駅である。駅裏側には高台があり、駅を眺める事が出来る。

## 利用状況
- 1日平均の乗降人員は10人である（2019年度）。

国鉄時代は当駅を通過する普通列車も存在した。
串駅の利用状況の変遷を下表に示す。
- 輸送実績（乗降人員）の単位は人であり、年度での総計値を示す[8]。
- 表中、最高値を赤色で、最高値を記録した年度以降の最低値を青色で、最高値を記録した年度以前の最低値を緑色で表記している。

| 年 度              | 当駅分輸送実績（乗降人員）：人／年度 | 当駅分輸送実績（乗降人員）：人／年度 | 当駅分輸送実績（乗降人員）：人／年度 | 当駅分輸送実績（乗降人員）：人／年度 | 特 記 事 項 |
| ------------------ | ------------------------------------ | ------------------------------------ | ------------------------------------ | ------------------------------------ | ----------- |
| 年 度              | 通勤定期                             | 通学定期                             | 定期外                               | 合 計                                | 特 記 事 項 |
| 2005年（平成17年） | 9,490                                | ←←←←                                 | 2,190                                | 11,680                               |             |
| 2006年（平成18年） | 10,220                               | ←←←←                                 | 1,460                                | 11,680                               |             |
| 2007年（平成19年） | 7,320                                | ←←←←                                 | 1,464                                | 8,784                                |             |
| 2008年（平成20年） | 8,030                                | ←←←←                                 | 1,460                                | 9,490                                |             |
| 2009年（平成21年） | 8,030                                | ←←←←                                 | 1,460                                | 9,490                                |             |
| 2010年（平成22年） |                                      | ←←←←                                 |                                      |                                      |             |
| 2011年（平成23年） |                                      | ←←←←                                 |                                      |                                      |             |
| 2012年（平成24年） |                                      | ←←←←                                 |                                      |                                      |             |

## 駅周辺
国道378号沿いにあり、その国道は瀬戸内海に沿っている。駅西側には本村川橋梁がある。橋梁付近から南へ延びる道を進むと寺院や神社を経て、俯瞰スポットに至る。なお、この俯瞰スポットからは瀬戸内海と本村川橋梁を眺めることが出来る。
- 本村川橋梁
- 慶徳寺
- 圓山神社
- 国道378号

## その他
- 駅西側にある鉄橋は、青春18きっぷのポスターに採用されたことがある[1]。

## 隣の駅
四国旅客鉄道（JR四国）
■予讃線（愛ある伊予灘線）
下灘駅 (S09) - 串駅 (S10) - 喜多灘駅 (S11)